# Inga tubaeformis
Inga tubaeformis är en ärtväxtart som beskrevs av Raymond Benoist. Inga tubaeformis ingår i släktet Inga och familjen ärtväxter. Inga underarter finns listade i Catalogue of Life.